# Kennedale
Kennedale – miasto w Stanach Zjednoczonych, w stanie Teksas, w hrabstwie Tarrant.
Prawa miejskie miasto uzyskało w lipcu 1947 roku.

## Demografia
Według przeprowadzonego przez United States Census Bureau spisu powszechnego w 2010 miasto liczyło 6 763 mieszkańców. Natomiast skład etniczny w mieście wyglądał następująco: Biali 81,7%, Afroamerykanie 7,2%, Azjaci 3,5%, pozostali 7,6%.